# Football Impact Cup de 2013
O Football Impact Cup de 2013 foi a segunda edição do torneio de futebol amistoso que foi disputado em Marbella, Espanha, de 18 a 23 de janeiro de 2013. O torneio envolveu 4 equipes da Europa e foi disputado no Estádio Municipal, que tem capacidade para 7.300 espectadores. Esta edição teve o Ferencváros Budapeste como o grande campeão.

## Equipes participantes
- Dínamo de Kiev do Campeonato Ucraniano;
- Steaua Bucareste do Campeonato Romeno;
- Basel da Super Liga Suíça;
- Ferencvárosi Budapest do Campeonato Húngaro.

## Formato
O formato da competição é de um torneio de pontos corridos, disputado por quatro equipes cada uma jogando três partidas. O vencedor será determinado pelos pontos ganhos.

## Classificação
| Pos | Equipe                | Pts | J | V | E | D | GP | GC | SG |
| --- | --------------------- | --- | - | - | - | - | -- | -- | -- |
| 1   | Ferencvárosi Budapest | 7   | 3 | 2 | 1 | 0 | 7  | 5  | +2 |
| 2   | Steaua Bucareste      | 4   | 3 | 1 | 1 | 1 | 4  | 3  | +1 |
| 3   | Dínamo de Kiev        | 3   | 3 | 1 | 0 | 2 | 3  | 5  | -2 |
| 4   | Basel                 | 2   | 3 | 0 | 2 | 1 | 3  | 4  | -1 |

## Jogos
| 18 de janeiro | Ferencvárosi Budapest     | 3 – 2     | Dínamo de Kiev                 | Estadio Municipal, Marbella |
| 16:00 CET     | Otten 32' · Böde 56', 76' | Relatório | 6' (pen.) Husyev · 48' Kravets |                             |

| 18 de janeiro | Basel    | 1 – 1     | Steaua Bucareste | Estadio Municipal, Marbella |
| 19:30 CET     | Zoua 90' | Relatório | 80' Pintilii     |                             |

| 21 de janeiro | Ferencvárosi Budapest | 2 – 2     | Basel                     | Estadio Municipal, Marbella |
| 16:00 CET     | Čukić 72' · Böde 86'  | Relatório | 44' Elneny · 45' D. Degen |                             |

| 21 de janeiro | Steaua Bucareste         | 2 – 0     | Dínamo de Kiev | Estadio Municipal, Marbella |
| 19:30 CET     | Rusescu 32' · Tănase 65' | Relatório |                |                             |

| 23 de janeiro | Dínamo de Kiev  | 1 – 0     | Basel | Estadio Municipal, Marbella |
| 16:00 CET     | N. Kranjcar 43' | Relatório |       |                             |

| 23 de janeiro | Ferencvárosi Budapest   | 2 – 1     | Steaua Bucareste      | Estadio Municipal, Marbella |
| 19:30 CET     | Somália 25' · Čukić 60' | Relatório | 18' Alexandru Chipciu |                             |

## Premiação
| Football Impact Cup de 2013               |
| ----------------------------------------- |
| Ferencvárosi Budapest Campeão (1º título) |